# Svaz slezských katolíků v Československé republice
Svaz slezských katolíků v Československé republice (polsky Związek Śląskich Katolików w Republice Czechosłowackiej, stručněji Svaz slezských katolíků, Związek Śląskich Katolików) byla politická strana na území prvorepublikového Československa, která reprezentovala část polské národnostní menšiny.

## Dějiny
Navazovala na dřívější politickou organizaci polské menšiny v Slezsku z dob Rakouska-Uherska. Byla založena 30. září 1920 z popudu Leona Wolfa. Před parlamentními volbami v roce 1925 vytvořila koalici Polský lidový a dělnický svaz, ve kterém se spojilo několik polských menšinových stran. Kromě Svazu slezských katolíků v Československé republice ještě Polská lidová strana, Polská socialistická dělnická strana a Slezská lidová strana. Leon Wolf pak usedl v parlamentu, zatímco předsedou Svazu slezských katolíků se stal Paweł Lipka. Mezi další předáky patřili Karol Junga, Franciszek Maroń či Rudolf Płoszek.
V zemských volbách roku 1928 kandidovala strana opět v rámci širší polské koalice, nyní ovšem již bez socialistů, zato s Židovskou stranou. Stejná konstelace pak byla použita při parlamentních volbách v roce 1929, kdy polská část získala dva mandáty v parlamentu (Svaz slezských katolíků ale zůstal bez mandátu). Během 30. let 20. století se strana jako odraz prohlubujícího se zahraničněpolitického odcizování mezi Československem a Polskem, radikalizovala. Donutila v rámci dohadování v polské koalici poslance Jana Buzka, aby už nadále nebyl hospitantem v poslaneckém klubu Československé sociálně demokratické strany dělnické. V parlamentních volbách v roce 1935 Svaz slezských katolíků a další polské strany kandidovaly za Autonomistický blok, jehož vznik iniciovala Hlinkova slovenská ľudová strana. V březnu 1938 pak Svaz slezských katolíků inicioval sloučení převážné části polského politického spektra do nového politického bloku nazvaného Svaz Poláků v Československu. 8. září 1938 byl Leon Wolf přítomen na koordinačním setkání mezi polskou menšinou, představiteli slovenských autonomistů a Sudetoněmeckou stranou. Výsledkem jednání byla rezoluce s polskými požadavky na autonomii, předložená Runcimanově misi.